# Рукавишников, Виктор Степанович
Виктор Степанович Рукавишников (род. 6 августа 1949 года, с. Хомутово, Иркутский район, Иркутская область, СССР) — советский и российский учёный, специалист в области медицины труда, член-корреспондент РАМН (2004), член-корреспондент РАН (2014).

## Биография
Родился 6 августа 1949 года в селе Хомутово Иркутской области.
В 1973 году окончил Иркутский государственный медицинский институт, был распределен в Ангарский НИИ гигиены труда и профзаболеваний МЗ РСФСР, где прошёл путь от младшего научного сотрудника до руководителя отдела, и директора (с 1992 года).
С 2000 года и по настоящее время — заместитель директора Восточно-Сибирского научного центра экологии человека СО РАМН по науке, директор Ангарского филиала ВСНЦ ЭЧ СО РАМН — НИИ медицины труда и экологии человека.
В 1985 году защитил кандидатскую диссертацию на тему «Гигиеническая оценка условий труда при ионообменной технологии извлечения золота», а в 1999 году — докторскую диссертацию на тему «Медицина труда на золотоизвлекательных фабриках».
В 2003 году присвоено учёное звание профессора.
В 2004 году избран членом-корреспондентом РАМН.
В 2014 году стал членом-корреспондентом РАН (в рамках присоединения РАМН и РАСХН к РАН).

## Научная деятельность
Специалист в области медицины труда, в частности в горнорудной промышленности.
Проводит исследования основных закономерностей формирования условий труда и профессиональной заболеваемости на предприятиях по добыче и извлечению драгоценных металлов.
С его участием разработаны и защищены патентами новые методы диагностики вибрационной болезни и нейросенсорной тугоухости профессионального генеза.
Под его руководством подготовлено 7 докторов и 11 кандидатов наук.
Автор более 300 научных трудов, в том числе 2 монографии, соавтор 16 изобретений.

## Награды
- Медаль ордена «За заслуги перед Отечеством» I степени (2011)[2]
- Медаль ордена «За заслуги перед Отечеством» II степени (2003)[3]
- Медаль «За трудовую доблесть»